# 安倍川緑
阿部川 緑（あべかわ みどり、1996年11月11日 - ）は、日本の元モデル。女性アイドルグループ「フルーツ」のメンバーであった。東京都出身。

## 略歴
- 2007年12月、日本テレビ系オーディション番組『歌スタ!!』で、少女ファッション雑誌『ピチレモン』との連動で女性アイドル「ピチレモンユニット」が企画される。阿部川は選考曲として、JITTERIN'JINNの「夏祭り」を終始笑顔でオーディションに臨み、審査員（ウタイビトハンター）・崎谷健次郎の目に留まって合格札を獲得するものの、ユニットメンバーには選抜されなかった。しかし、阿部川と同様の竹内美宥、福留仁菜、吉田萌美の経歴・将来性を評価したウタイビトハンター・m.c.A・Tの提言により、「裏ピチモ・ユニット」が結成され、デビューへの機会を与えられた。このユニットで阿部川は最年少メンバーとなった。
- 2008年2月、日本テレビ系『歌スタ!!』で、「裏ピチモ・ユニット」が最終プレゼンに臨み、見事に合格した。本命の「ピチレモンユニット」が不合格となったため、「敗者復活」デビューとなった。
- 同年4月、ユニット名が「フルーツ」と決まる。
- 同年7月、アルバム「恋のセゾン」でデビュー。崎谷プロデュースによる「ユメ〜春風満帆〜」でソロとしてもデビュー。日本園芸農業協同組合より全国初の「くだもの大使」に任命される。
- 2009年4月、サカタのタネ主催のイベントから主だった活動が遠ざかる。
- 同年7月、「フルーツ」活動停止を発表。解散はせず、以降はメンバー個々で活動する。
- 2015年4月、淑徳大学短期大学部こども学科に入学[2]。幼稚園の先生になることを夢見ているという[1]。
- 2016年3月30日、Zeppダイバーシティ東京で行われた「Miss of Miss Campus Queen Contest」に出場するが、グランプリ受賞はならなかった[3]。

## 人物
- 家族構成は父・母・兄・弟である。
- 泣き虫でも負けん気が強い性格の持ち主。
- 趣味はダンス、唄うこと、運動（水泳、スキー）。特技は楽器演奏（琴、和太鼓）、書道。
- さくらんぼが好物である。

## 出演

### テレビ
- 歌スタ!!（2008年、日本テレビ）

## 作品

### アルバム
- フルーツ「恋のセゾン」（2008年7月16日、PONY CANYON / EXIT TUNES） - 日本テレビ系『歌スタ!!』メジャーデビュー第21弾。『歌スタ!!』2008年7月オープニングテーマ。日本テレビ系『ロンQ!ハイランド』2008年4・5月エンディングテーマ。